# Aude (écrivain)
Pour les articles homonymes, voir Aude, Charbonneau et Tissot.
Claudette Charbonneau-Tissot de son nom de plume Aude, née à Montréal le 22 juin 1947 et morte le 25 octobre 2012 à Québec, est une écrivaine québécoise.

## Biographie
Claudette Charbonneau-Tissot obtient un diplôme d'études françaises à l'université de Montréal et d'écriture créative à l'université Laval. Enseignante au Cégep Garneau durant les années 1970, elle écrit notamment dans la revue littéraire La Barre du jour et dans le magazine Châtelaine. Elle publie des récits fantastiques, rassemblés notamment dans le recueil Contes pour hydrocéphales adultes en 1974.
Elle remporte le Prix du Gouverneur général du Canada 1997 pour son recueil de nouvelles Cet imperceptible mouvement. Son chef-d'œuvre demeure toutefois le roman L'Enfant migrateur (1998), prix des lectrices Elle-Québec, l'étrange récit d'une gémellité où deux frères jumeaux apparaissent pourtant aussi différents physiquement que liés par des rapports psychiques qui les rendent inséparables.
L'auteure est atteinte d'une leucémie, diagnostiquée en 2005. Après la publication du roman Chrysalide, son rythme de travail est affecté par la maladie. En 2012 paraît le recueil Éclats de Lieux, dont l'écriture a débuté cinq ans plus tôt. Elle meurt le 25 octobre 2012 dans la ville de Québec.

### Romans
- 1985 : L'Assembleur, Montréal, Cercle du livre de France
- 1997 : La Chaise au fond de l'œil, Montréal, XYZ; première édition en 1979 sous le nom de Claudette Charbonneau-Tissot, Cercle du livre de France
- 1998 : L'Enfant migrateur, Montréal, XYZ
- 1999 : L'Homme au complet, Montréal, XYZ
- 2002 : Quelqu'un, Montréal, XYZ
- 2006 : Chrysalide, Montréal, XYZ

### Nouvelles
- 1974 : Contes pour hydrocéphales adultes (Claudette Charbonneau-Tissot), Montréal, Cercle du livre de France
- 1976 : La Contrainte (Claudette Charbonneau-Tissot), Montréal, Cercle du livre de France
- 1987 : Banc de brume, ou Les Aventures de la petite fille que l'on croyait partie avec l'eau du bain, Montréal, Éditions du Roseau
- 1997 : Cet imperceptible mouvement, Montréal, XYZ
- 2012 : Éclats de lieux, Montréal, Lévesque Éditeur.

### Contes pour enfants
- 1983 : Les Petites Boîtes, Franconville, Éditions Arnaud

## Honneurs
- 1997 - Prix du Gouverneur général du Canada, Cet imperceptible mouvement[3]
- 1999 - Prix des lectrices Elle-Québec, L'Enfant migrateur[5]
- 2008 - Le Centre Aude d'études sur la nouvelle (CAEN) est nommé en son honneur